# Teo Briones

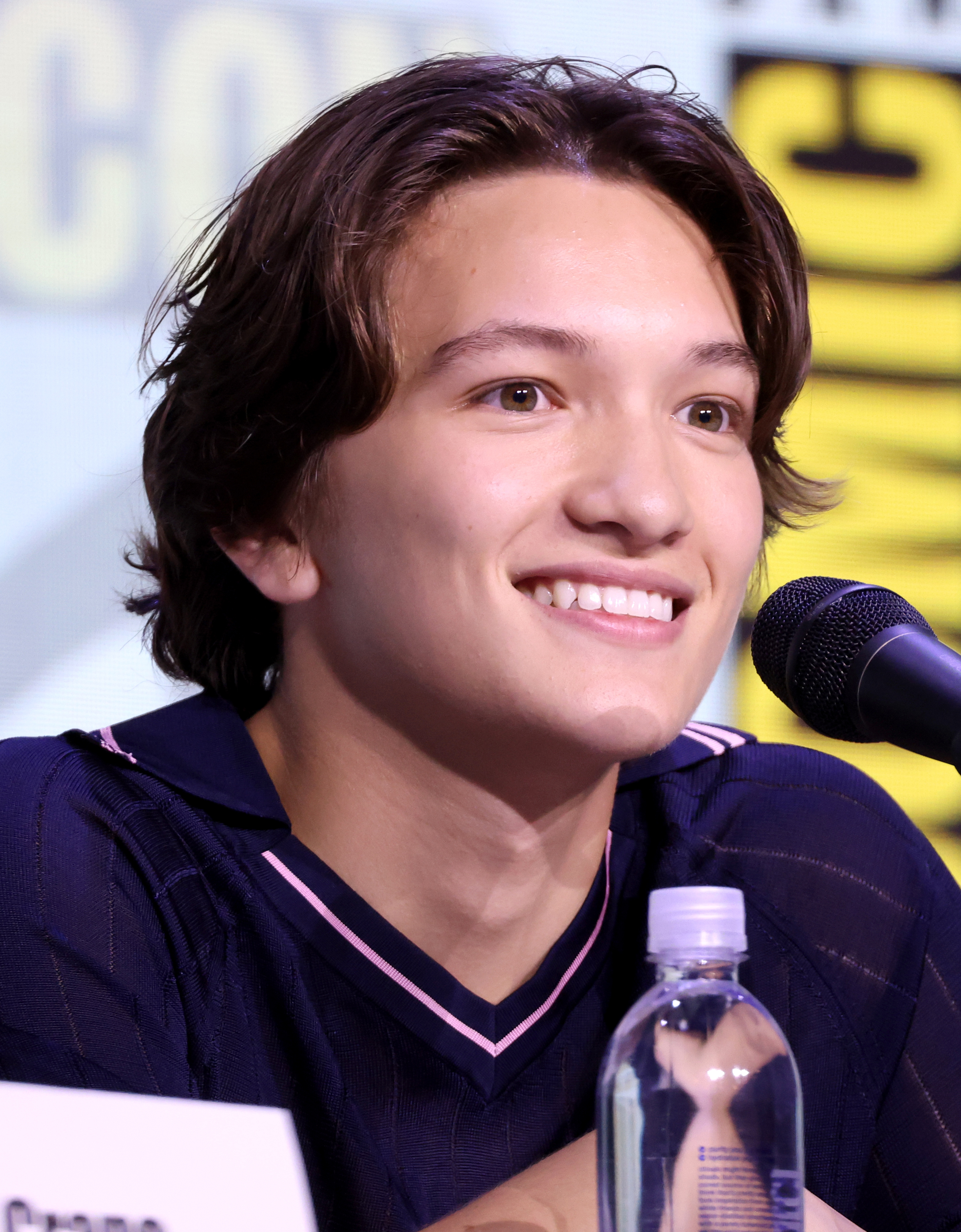
Teo Briones (2025)

Teo Briones (* 11. Januar 2005 in Oxford als Mateo Justis Briones) ist ein britischer Kinderdarsteller philippinischer Herkunft, der in den Vereinigten Staaten tätig ist. 

## Familie
Teo Briones’ Vater ist der philippinische Schauspieler Jon Jon Briones, seine Mutter eine amerikanische Schauspielerin und seine ältere Schwester die Schauspielerin Isa Briones (1999). Er wurde 2005 in Oxford, England geboren, als seine Eltern dort auf Tour waren. Als er drei Jahre alt war, zog die Familie nach Los Angeles.

## Karriere
Briones begann seine Schauspielkarriere mit 5 Jahren in dem Film Cutthroat von 2010 neben seiner Schwester Isa Briones. Seitdem hatte er hauptsächlich Episodenrollen in Fernsehserien. Längere Rollen folgten 2013 in Pretty Little Liars und Zeit der Sehnsucht für jeweils fünf Episoden. 2017 spielte er in dem Spielfilm Wind River als Sohn der Rolle von Jeremy Renner. 2020 erschien er in Ratched und 2021 in einer Hauptrolle in Chucky. Als seine Rollenmutter besetzte Serienschöpfer Don Mancini die kanadische Schauspielerin Lexa Doig, die ebenfalls philippinische Abstammung hat, um den Hintergrund von Briones zu berücksichtigen.

## Filmografie
- 2010: Cutthroat (Fernsehfilm)
- 2011: Spezialagent Oso (Special Agent Oso, Zeichentrickserie, 1 Episode)
- 2011: Karate-Chaoten (Kickin’ It, Fernsehserie, 1 Episode)
- 2011: Death Valley (Fernsehserie, 1 Episode)
- 2012: Parks and Recreation (Fernsehserie, 1 Episode)
- 2013: Lonely Boy
- 2013: Pretty Little Liars (Fernsehserie, 5 Episoden)
- 2013: Zeit der Sehnsucht (Days of Our Lives, Fernsehserie, 5 Episoden)
- 2013: Modern Family (Fernsehserie, 1 Episode)
- 2013, 2015, 2016: Doc McStuffins, Spielzeugärztin (Doc McStuffins, Animationsserie, 3 Episoden)
- 2014: Stalker (Fernsehserie, 1 Episode)
- 2014: Disorganized Zone (Fernsehserie, 1 Episode)
- 2015: The Whispers (Fernsehserie, 2 Episoden)
- 2015: Longmire (Fernsehserie, 1 Episode)
- 2016: Lethal Weapon (Fernsehserie, 1 Episode)
- 2017: Wind River
- 2020: Ratched (Fernsehserie, 3 Episoden)
- 2021: Agent Revelation
- 2021: Chucky (Fernsehserie, 8 Episoden)
- 2024: Agent Recon
- 2025: Final Destination: Bloodlines